# Scelophoromyces osorianus
Scelophoromyces osorianus är en svampart som beskrevs av Thaxt. 1912. Scelophoromyces osorianus ingår i släktet Scelophoromyces och familjen Laboulbeniaceae.   Inga underarter finns listade i Catalogue of Life.